# Waldemar Åhlén
Gustaf Waldemar Åhlén, född 21 juli 1894 i Helgesta församling i Södermanlands län, död 18 december 1982 i Högalids församling i Stockholm, var en svensk organist, musiklärare och tonsättare. Han var organist i S:t Jacobs kyrka i Stockholm från 1928 till sin pensionering. Åhlén verkade dessutom som sånglärare och musikkonsulent vid Stockholms folkskolor och var aktiv i den svenska delen av orgelrörelsen.

## Biografi

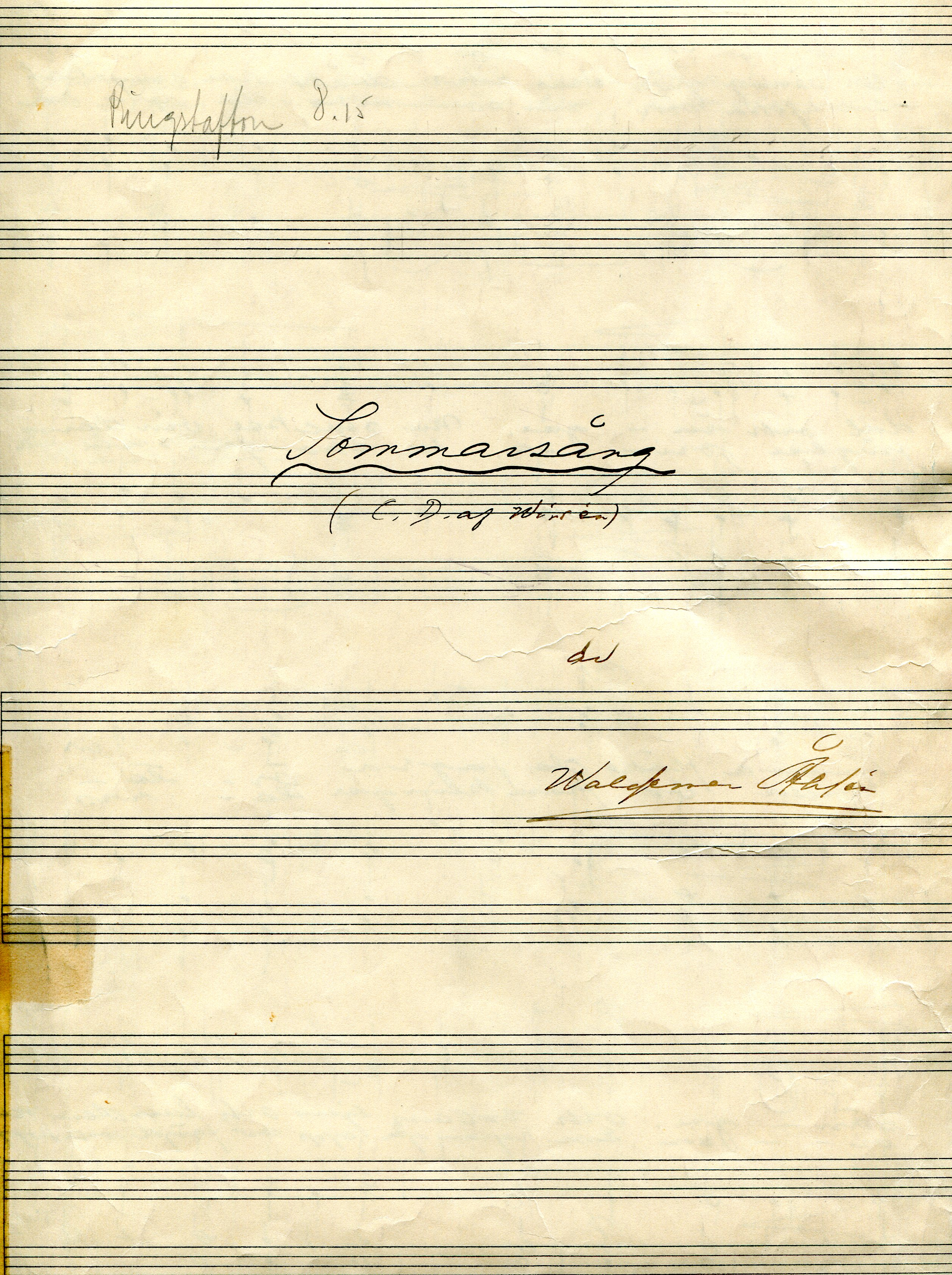
Försättsblad till Sommarpsalm (här kallad Sommarsång) av Waldemar Åhlén.

Waldemar Åhlén hade en gedigen musikutbildning och barndomen var präglad av musik. 1913–1921 studerade han vid Musikkonservatoriet i Stockholm, tog organistexamen och examen i pianostämning 1915 samt kyrkosångexamen och musiklärarexamen 1917. Därtill tog han privatlektioner i orgelspelning av Gustaf Hägg, varefter han for till Dresden och utbildades av Bernard Pfannstiehl. För Ernst Ellberg studerade han kontrapunkt, komposition och instrumentering, och lärde sig dirigera av Olallo Morales.
I Messiaskapellet fick Åhlén sin första tjänst som organist 1917–1921 och var under 1920-talet anställd vid Högalidskyrkan, tills han 1928 blev organist vid S:t Jacobs kyrka. Vid sidan av detta undervisade han i sång 1917–1933 vid Blindinstitutet i Tomteboda. Han engagerade sig även starkt för den unisona sången och var 1917–1958 musiklärare vid Stockholms folkskolor. Han startade även Stockholms folkskolors sånglärarförening där han 1930 bidrog till att de båda sångböckerna De ungas hymnarium och Skolkören gavs ut och spreds. Utöver detta hade han 1945–1953 tjänst som musikkonsulent vid Stockholms folkhögskola. 1934–1966 var han ordförande för Kyrkosångens vänners orgelråd och ordförande i Samfundet för unison sång 1958–1975.
1933 publicerades Sommarpsalm, hans mest välkända komposition, vilket är melodin till psalmen En vänlig grönskas rika dräkt, nr 201 i Den svenska psalmboken. I blandad körsättning har denna melodi funnits i decennier på många körers stamrepertoar. Som kompositör gjorde sig Åhlén även bemärkt genom pianosonater, ”Svit i gammal stil för piano”, flera stycken för orgel, och enstämmiga sånger. Framför allt skrev han kyrkliga hymner bland vilka ”Kantat vid S:t Jacobs kyrkas 300-årsjubileum” kan nämnas. Han utgav även några körverk för skola och unga, samt skrev ett historieverk om den kyrkorgel han begagnade i sitt yrke i S:t Jacobs kyrka. 

## Familj
Waldemar Åhlén var son till Lars Åhlén, folkskollärare och organist, och dennes hustru Sofia Lindmark,
Åhlén var bror till David Åhlén och farbror till Åke Åhlén.
Gift med Ebba Åhlén (född Ohlsson, 1893–1951) i Stockholm 27 maj 1923. Paret fick två döttrar (Karin, Brita) och en son (Gunnar). Omgift 1957 med Stina Åhlén (född Westerlund.)  
Åhlén är begravd på Helgesta kyrkogård söder om Sparreholm.

## Utmärkelser
- Ledamot (nr 679) av Kungliga Musikaliska Akademien den 14 november 1957.
- Litteris et Artibus 1958.

## Verkförteckning (urval)
Orgel
- Sursum corda
- Allegro Festivo (1923)
- I denna ljuva sommartid
- Orgelsatser över egen melodi "En vänlig grönskas rika dräkt"
- Vårpastoral,Till Margareta och Elias Bengtsson  (1974)
- Lov vare dig, o Jesu Krist
- Adagio Espressivo (1974)
- Två legender
- Fyra meditativa orgelstycken (1974)

Körverk
- Sommarpsalm ("En vänlig grönskas rika dräkt") Text: Carl David af Wirsén. Olika sättningar SATB, SSAA, SAB, SAA, TBB, TTBB. Första gången publicerad 1933.
- Påskhymn SATB text: Grundtvig / Eklund
- Huru ljuvliga äro icke dina boningar SATB. Till Gunnar Hjort och Tölö kyrkokör (1966)
- Saliga (1975)

Unisont
- Barnabön (1952)
- Adventsbön
- Advent är väntans tid

Piano
- Svit i gammal stil för piano

Kör och orkester
- Kantat till 300-årsjubiléet 1943
- "Höjen Jubel" Kantat vid återöppnandet av S:t Jacobs kyrka 16 nov 1969.